# Rimsjön (Frustuna socken, Södermanland)
Rimsjön är en sjö i Gnesta kommun i Södermanland och ingår i Trosaåns huvudavrinningsområde.